# 石﨑仁志
石﨑 仁志（いしざき ひとし）は、日本の国土交通官僚。内閣官房内閣参事官や、国土交通省交通管制部長、国土交通省北海道運輸局長などを歴任した。

## 人物・経歴
愛媛県出身。愛媛県立大洲高等学校を経て、一橋大学法学部卒業。1985年運輸省入省。運輸省自動車交通局旅客課長補佐等を経て、2000年運輸省北海道運輸局自動車部長。2001年都市基盤整備公団都市施設交通部交通業務課長。2002年国土交通省大臣官房総務課企画官（政策統括官付）。
2003年国土交通省九州運輸局企画振興部長、熊本都市圏における鉄軌道ネットワークの強化検討委員会座長。2005年内閣官房内閣参事官（内閣官房副長官補付）、内閣官房構造改革特区推進室参事官、内閣官房地域再生推進室参事官。2007年国土交通省総合政策局建設市場整備課長。
2009年国土交通省自動車交通局旅客課長。2011年観光庁参事官（観光経済担当）。2012年国土交通省航空局安全部安全企画課長。2014年国土交通省航空局交通管制部長。2016年国土交通省北海道運輸局長。2018年国土交通省大臣官房付、退官、住友商事社会インフラ事業本部顧問。2022年西武鉄道常務執行役員。